# ريج سميث
ريج سميث (بالإنجليزية: Reg Smith)‏ (20 يناير 1912 بباترسي في المملكة المتحدة - 6 يناير 2004 في المملكة المتحدة) هو مدرب كرة قدم ولاعب كرة قدم بريطاني (وحمل سابقاً جنسية المملكة المتحدة لبريطانيا العظمى وأيرلندا) في مركز الهجوم. شارك مع منتخب إنجلترا لكرة القدم. أما مع النوادي، فقد لعب مع نادي دندي ونادي ميلوول وHitchin Town F.C. ‏.

## وصلات خارجية
- ريج سميث على موقع ناشيونال فوتبول تيمز (الإنجليزية)